# Ludovica Orazi
Pour les articles homonymes, voir Orazi (homonymie).
 Ludovica Orazi (née le 29 mai 1987 à Macerata, dans la province de même nom, dans la région Marches) est une joueuse italienne de volley-ball. Elle mesure 1,89 m et joue au poste de attaquante.

## Clubs
| Club                  | Pays   | De        | À         |
| --------------------- | ------ | --------- | --------- |
| Pallavolo Corridonia  | Italie | 2002-2003 | 2003-2004 |
| Pieralisi Volley      | Italie | 2004-2005 | 2004-2005 |
| Monte Schiavo Jesi    | Italie | 2005-2006 | 2006-2007 |
| Volley Milano         | Italie | 2007-2008 | 2007-2008 |
| Pallavolo Marsciano   | Italie | 2008-2009 | 2008-2009 |
| Rifredi 2000 Firenze  | Italie | 2009-2010 | 2009-2010 |
| Volley Loreto         | Italie | 2010-2011 | 2010-2011 |
| Conero Ancona         | Italie | 2011-2012 | 2011-2012 |
| Alpi Taiga Civitanova | Italie | 2012-2013 | 2012-2013 |
| Montegranaro Volley   | Italie | 2013-2014 | 2013-2014 |
| Pagliare del Tronto   | Italie | 2014-2015 | 2014-2015 |
| Corplast Corridonia   | Italie | 2015-2016 | 2016-2017 |